# Lagnus longimanus
Lagnus longimanus är en spindelart som beskrevs av Koch L. 1879. Lagnus longimanus ingår i släktet Lagnus och familjen hoppspindlar. Inga underarter finns listade i Catalogue of Life.